# Tschernomorez (Schiff)
Tschernomorez (russisch Черноморец) war der Name eines seegehenden Kanonenbootes der Kaiserlichen Russischen Marine. 1889 in Dienst gestellt, war es am Ersten Weltkrieg beteiligt. 1920 versenkt und im Folgejahr wieder gehoben, wurde es in den 1920er-Jahren abgebrochen. Die Tschernomorez gehörte zu einer Klasse von acht Booten. Der Name des Bootes entspricht der russischen Bezeichnung für einen Anwohner des Schwarzen Meeres.
Das Boot wurde im Rahmen des Flottenrüstungsprogramms für die Jahre 1882–1902 beschafft. Es war für den Dienst in der russischen Schwarzmeerflotte vorgesehen.
Die Tschernomorez wurde am 9. Mai 1886 in der Admiralitätswerft in Nikolajew auf Kiel gelegt. Wie alle für den Dienst in der Schwarzmeerflotte vorgesehenen Boote wurde es auf einer russischen Werft gebaut, während die für den Dienst in der Ostsee und im Fernen Osten vorgesehenen Boote auf ausländischen Werften hergestellt wurden. Der Stapellauf fand am 17. August 1887 statt. Das Boot wurde erst 1889 nach erfolgter Ausrüstung in Dienst gestellt. Nach ihrer Indienststellung wurde die Tschernomorez hauptsächlich für diplomatische Aufgaben eingesetzt und versah Stationsdienst in verschiedenen Häfen des Schwarzen und des Mittelmeers. So wurde beispielsweise der griechische Hafen Pylos im Dezember 1889 und im April des Folgejahres besucht.
Im Jahr 1890 diente die Tschernomorez als Expeditionsschiff für die Forschungsfahrten des russischen Geologen Nikolai Iwanowitsch Andrussow im Schwarzen Meer. Diese Expedition leistete einen wichtigen Beitrag zur Erforschung von Hydrographie, Geologie sowie der Flora und Fauna des Schwarzen Meeres. Durch die Expedition konnte beispielsweise erstmals Schwefelwasserstoff im Schwarzen Meer nachgewiesen werden. Die Tschernomorez lief am 14. Juni 1890 zur Forschungsfahrt aus Nikolajew aus und richtete am 16. Juni bei Kap Tarchankut (мыс Тарханкут) die erste Messstation ein. Während der Expedition legte die Tschernomorez mehr als 2500 Seemeilen zurück. Dabei wurden 60 Messstationen, davon 37 im Tiefwasser, eingerichtet, 889 Messungen der Meerestemperatur und 446 Bestimmungen der Dichte des Meerwassers durchgeführt. Weiterhin wurde mit Hilfe von in das Wasser hinabgelassenen Glühlampen nachts die Sichtweite im Wasser bestimmt. Die Expedition trug wesentlich zu neuen Erkenntnissen über das Schwarze Meer bei und veränderte die Vorstellungen der Wissenschaft tiefgreifend.
Im Jahr 1895 war das Boot ständig im Mittelmeer eingesetzt. Die Tschernomorez war zu diesem Zeitpunkt das einzige russische Kriegsschiff, das sich in diesem Gebiet aufhielt. Bis 1900 verblieb das Boot im Schwarzen und Mittelmeer, danach wurde es 1901 den Ausbildungseinheiten der Schwarzmeerflotte zugeteilt. Im gleichen Jahr erfolgte eine Hauptinstandsetzung.
Beim Abzug der Weißgardisten aus Temrjuk 1920 wurde das Boot von diesen versenkt, aber ein Jahr später wieder gehoben und dem Schiffsbergungsdienst des Hafens Sewastopol zugeteilt. Später wurde das Boot zur Metallgewinnung abgebrochen, der genaue Zeitpunkt ist jedoch nicht mehr nachvollziehbar.